# Nazlı Deniz Kuruoğlu
Nazlı Deniz Kuruoğlu (n. ca. 1960) es una bailarina de ballet turca y reina de belleza y Miss Europa

## Biografía
Fue educada en ballet en el Conservatorio de la Mimar Sinan Universidad en Estambul, Turquía. Baile en la ópera a que tenga que abandonar su carrera debido a una operación de menisco. Actualmente,  es investiga la ciencia del movimiento en la misma universidad. Nazlı Deniz es también socio de una compañía de cosméticos. Disfruta pintando y de los deportes de exteriores como la hípica y el motocross.
Después de ganar el título de Miss Turquía 1981, Nazlı representó a su país en el concurso de belleza de Miss Europa que tuvo lugar en İstanbul, y fue coronada Miss Europa el 12 de junio de 1982. Se convertía así en la tercera reina de la belleza turca después de Günseli Başar y Filiz Vural.